# Schoepfia obovata
Schoepfia obovata là một loài thực vật có hoa trong họ Schoepfiaceae. Loài này được C. Wright miêu tả khoa học đầu tiên năm 1868.